# Casa a la plaça Ramon Muntaner, 7 (Peralada)
La Casa a la plaça Ramon Muntaner, 7 és una obra de Peralada (Alt Empordà) inclosa a l'Inventari del Patrimoni Arquitectònic de Catalunya.

## Descripció
Gran casal situat a la part alta del poble, format per quatre crugies perpendiculars a la façana, construïdes en diferents fases. L'estructura interior ha estat molt modificada.
En façana presenta a la planta baixa obertures molt transformades, entre les quals destaca un arc de mig punt de pedra. Al primer pis són comuns balcons amb obertures carrades emmarcades amb carreus de pedra treballada i allisada.
El conjunt està rematat per una potent cornisa de material ceràmic. Tota la façana està tractada amb un estuc de calç simulant aparell de carreus escairats. Les dues obertures principals són la portalada d'arc de mig punt i el balcó del primer pis, que es troben emmarcades per grans carreus de pedra ben escairats.